# Peter Kohnke
Peter Kohnke (Königsberg, 9 ottobre 1941 – Bremervörde, 3 aprile 1975) è stato un tiratore a segno tedesco.

## Palmarès

### Olimpiadi
- 1 medaglia:
  - 1 oro (Roma 1960 1956 nella carabina 50 metri a terra)